# Alexander Dubček

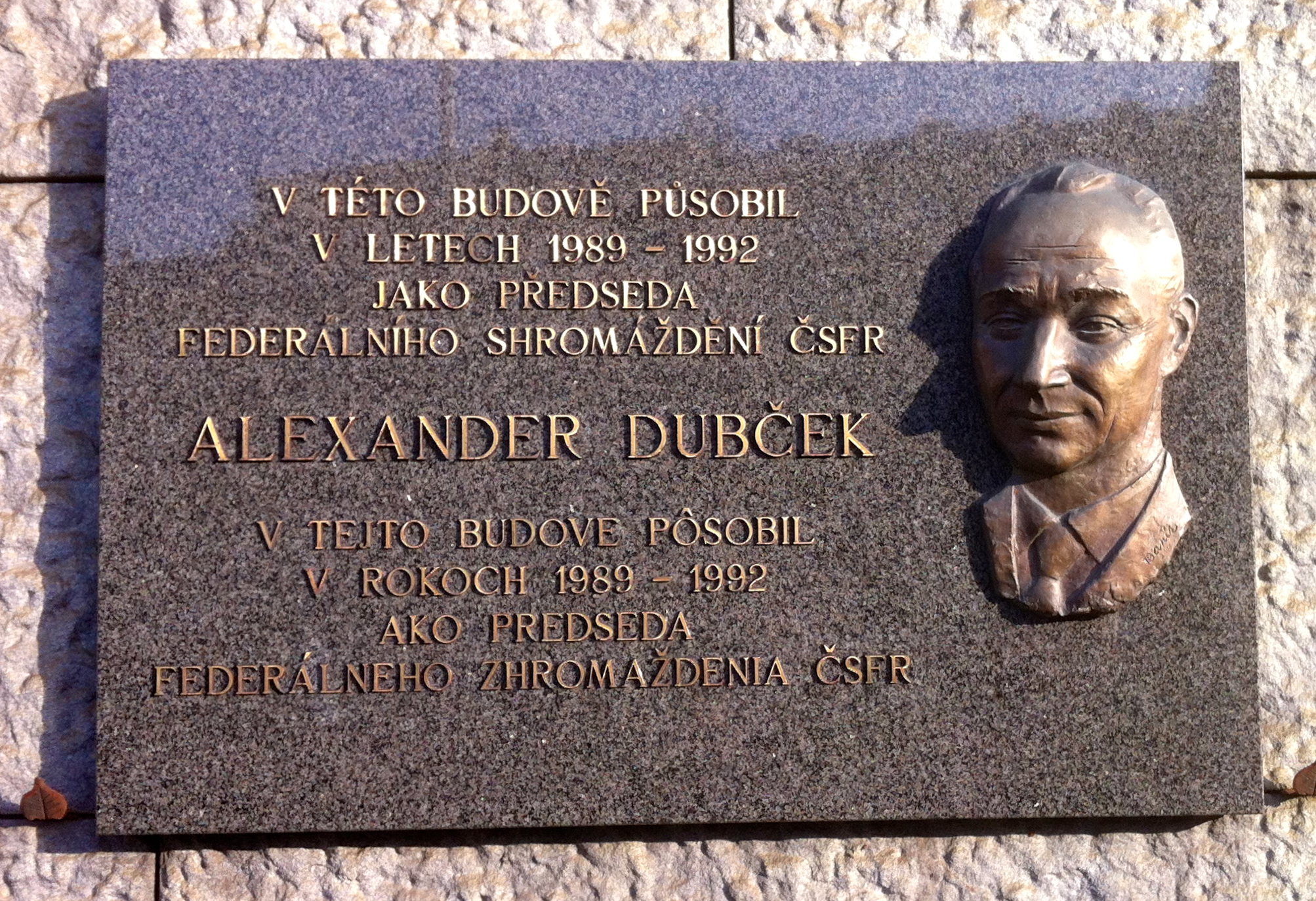
Alexander Dubček var talman i det tjeckoslovakiska federala parlamentet från 28 december 1989 till 1992. Plaketten är utförd 2006 av Teodor Baník och sitter på den byggnad i Prag – Národní muzeum - nová budova – där parlamentet tidigare var beläget.

Alexander Dubček ['duptʃεk], född 27 november 1921 i Uhrovec i Trenčín i Tjeckoslovakien (i nuvarande Slovakien), död 7 november 1992 i Prag (efter en trafikolycka nära Humpolec i nuvarande Tjeckien), var en tjeckoslovakisk och senare slovakisk politiker. Han ledde det styrande Tjeckoslovakiens kommunistiska parti åren 1968–1969. Efter den så kallade Pragvåren 1968, då Dubček hade försökt reformera landets politik och införa en "socialism med ett mänskligt ansikte", avlägsnades han successivt från makten. Efter det kommunistiska enpartisystemets fall 1989 återupprättades Dubček och valdes i december 1989 till talman i det tjeckoslovakiska parlamentet.

## Biografi

### Uppväxt och ungdom
Han föddes i Uhrovec cirka 60 km väster om Banská Bystrica i Slovakien. Hans tidiga barndom kom att genomlevas i Kirgiziska SSR, eftersom hans far Stefan Dubček med sin familj 1925 flyttat till Sovjetunionen. Fadern, medlem i Tjeckoslovakiens kommunistiska parti, tänkte sig lättare få arbete där än i USA dit han strax före Alexanders födelse sökt sig. Efter några år i Gorkij, sökte sig familjen 1938 åter till Tjeckoslovakien, och Alexander Dubček blev medlem i det slovakiska kommunistpartiet. Han fick arbete som verkstadsarbetare. Under andra världskriget deltog han i den underjordiska motståndsrörelsen och medverkade 1944 i det slovakiska upproret mot de tyska ockupanterna.

### Den politiska perioden före 1968
Dubček började 1949 som funktionär i det tjeckoslovakiska kommunistpartiet och blev 1958 invald i partiets centralkommitté. Han sändes till Moskvas politiska högskola, där han 1958 tog examen. 1963 blev han medlem av centralkommitténs presidium. Under åren 1963–1967 var Dubček också partichef i Slovakien.
Under det kommunistiska styret hade den tjeckoslovakiska ekonomin kommit i ett allvarligt nedförslut, påbuden om central kontroll från Prag gjorde lokala politiker besvikna och avstaliniseringsprogrammet förorsakade ytterligare oro. I oktober 1967 ställdes vid ett sammanträde i centralkommittén dåvarande förste sekreteraren och presidenten Antonín Novotný mot väggen av ett antal reformister, däribland ekonomen Ota Šik. Novotný misslyckades att få stöd från såväl övriga ledamöter som från Moskva.

### Pragvåren
Novotný tvingades därför att avgå från posten som förste sekreterare och ersattes 5 januari 1968 av Dubček, som utmärkt sig som den ledande reformkommunisten. Under perioden mars–augusti 1968, en period som går under beteckningen Pragvåren, gjorde Dubček allvarliga försök att liberalisera det politiska styret och att införa vad som kallades "socialism med ett mänskligt ansikte".
Dubček försökte försäkra de sovjetiska ledarna att han fortfarande var vänskapligt sinnad mot Moskva, med argumenten att förändringarna var en helt intern affär. 29 juli–2 augusti möttes de båda ländernas ledare i den slovakiska staden Cierna nad Tisou i ett försök att bli eniga om den politiska utvecklingen. Dubček gjorde dock endast mindre kompromisser, vilket fortsatte att oroa Sovjetunionen. Pragvåren tog ett abrupt slut när militära trupper från Warszawapakten och främst Sovjetunionen natten mellan 20 och 21 augusti invaderade landet och besatte Prag. Dubček uppmanade befolkningen att inte göra motstånd mot invasionstrupperna, innan han och hans närmaste nyckelpersoner i reformarbetet arresterades och fördes till Moskva där de tvingades att acceptera de sovjetiska kraven, dock först efter förhandlingar.

### Efter Pragvåren
Dubček återfördes efter ett antal dagar till Prag, efter att han under sin sovjetiska fångenskap vägrat att underteckna något dokument som skulle legitimera Warszawapaktens invasion. Han behöll sin post som förste sekreterare men hade en svag ställning sedan han inför sina landsmän hade tvingats förespråka avsteg från den inslagna reformvägen, och successivt avlägsnades hans mer framstegsvänliga medarbetare från sina ämbeten. I april 1969 flyttades han från sin roll som förste sekreterare till den mer ceremoniella rollen som talman för parlamentet. I januari 1970 utnämndes Dubček istället till ambassadör till Ankara i Turkiet, och i juni samma år uteslöts han ur partiet. Åren därefter sattes han att verka som inspektör vid skogsförvaltningen i Bratislava.

### De sista åren
Under den så kallade sammetsrevolutionen 1989 stödde Dubček Václav Havels oppositionsrörelse Medborgarforum och återknöt således inte kontakterna med det då sönderfallande kommunistpartiet. Han valdes 28 december till talman i det federala parlamentet. 1992 hade han även avancerat till posten som ledare för Slovakiens socialdemokratiska parti.
När det kommunistiska styret av landet tog slut beskrev Dubček det som en seger för sin ”humanistiska socialistiska utblick”. På hösten 1992 råkade Dubček ut för en bilolycka. Han avled efter några veckor av sviterna och begravdes i Bratislava.

## Betydelse
Dubček betraktades som en övertygad ”tjeckoslovakist”. Han stödde under större delen av sitt liv unionen mellan tjeckernas land (Böhmen och Mähren) och hans eget (Slovakien) i en enda om än federal stat. Hans död innebar att det nya Slovakien förlorade en politiker med internationellt renommé.
"Pragvåren"
Dubcek ledde reformering av landets regim mot en socialism med "mänskligt ansikte". Det accepterades inte av Sovjetunionen som 1968 beordrade Warzavapaktens stridsvagnar att ingripa. De rullade in på Prags gator och revolten kvästes som i Ungern 1956 med våld.

## Dubčeks uppdrag som politiker

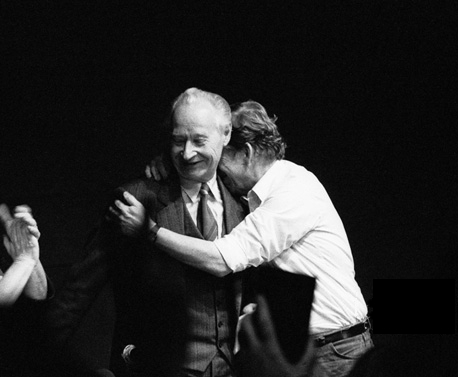
Dubček omfamnas av Václav Havel vid en sammankomst på Laterna Magika-teatern i Prag den 24 oktober 1989. Samma kväll avgick hela ledningen för det dåvarande tjeckoslovakiska kommunistpartiet.

- 1951–1955, 1960–1968 och 1969–1970: ledamot av det federala parlamentet
- 1969: talman i det federala parlamentet
- 1964–1970: ledamot av det slovakiska parlamentet
- 1955–1968: ledamot av slovakiska kommunistpartiets centralkommitté
- 1962–1968: ledamot av presidiet i slovakiska kommunistpartiets centralkommitté
- 1963–1969: generalsekreterare i slovakiska kommunistpartiets centralkommitté
- 1958–1969: ledamot av tjeckoslovakiska kommunistpartiets centralkommitté
- 1962–1969: ledamot av presidiet i tjeckoslovakiska kommunistpartiets centralkommitté
- 1968–1969: förste sekreterare i tjeckoslovakiska kommunistpartiets centralkommitté
- 1969–1970: ambassadör i Turkiet
- 1970: Utesluten ur kommunistiska partiet
- 1989–1992: Medlem i partiet VPN (senare ODÚ-VPN)
- 1989–1992: Talman i det federala parlamentet
- 1992: Ledare av slovakiska socialdemokratiska partiet och efter allmänna val ledamot av slovakiska parlamentet